# Bobină de inducție

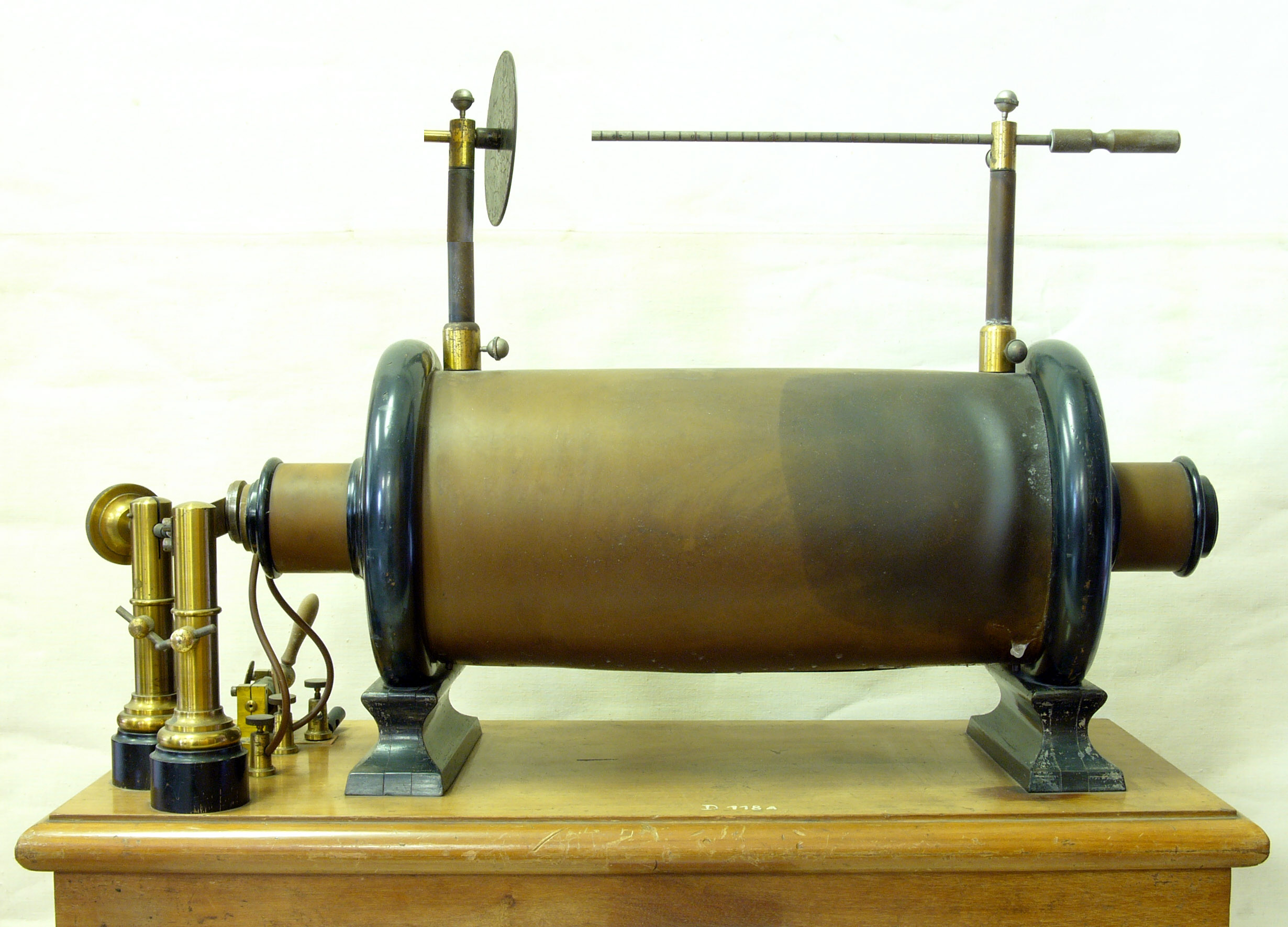
Bobină de inducție utilizată pentru demonstrații didactice (circa 1900).

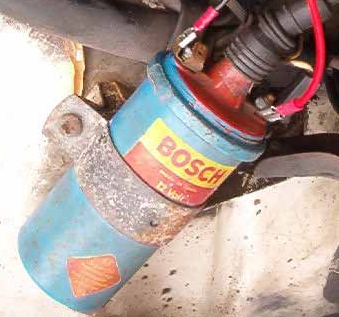
Bobină de inducție utilizată în industria de automobile.

Bobina de inducție este un tip de transformator electric utilizat pentru a produce pulsații de înaltă tensiune de la o sursă de curent continuu.
Astăzi, singura aplicație practică a bobinei de inducție este utilizarea ei la motoarele cu aprindere prin scânteie, în care curentul continuu de joasă tensiune de 6V sau 12V este transformat în curent de înaltă tensiune, de 15.000 … 20.000V. O astfel de bobină de inducție constă dintr-un miez de fier moale pe care sunt bobinate două înfășurări din sârmă de cupru emailat. Înfășurarea primară are circa 200 - 300 de spire Ø 1 mm iar cea secundară circa 15.000 - 20.000 de spire Ø 0,1 mm. Acestea sunt protejate de un înveliș de tablă în interiorul căruia se află fixat, printr-o masă izolantă, capacul de protecție, confecționat dintr-un material izolant (de regulă bachelită).